# Lathus-Saint-Rémy
 Lathus-Saint-Rémy  es una población y comuna francesa, en la región de Poitou-Charentes, departamento de Vienne, en el distrito de Montmorillon y cantón de Montmorillon.

## Demografía
| 1913 | 1760 | 1644 | 1525 | 1345 | 1258 |
| Para los censos de 1962 a 1999 la población legal corresponde a la población sin duplicidades (Fuente: INSEE [Consultar]) |      |      |      |      |      |